# 대한민국 제1회 조합장 선거
대한민국 제1회 조합장 선거는 2015년 3월 11일에 농협 수협 축협 산림조합 조합장을 동시에 선출한 선거이다. 신임 선거로 선출된 조합장은 2019년 3월 20일까지 임기를 수행한다. 이 선거 이전까지는 해당 조합에서 조합장이 궐위되는 경우에 재보궐선거로 선출된 조합장은 임기를 새로 시작했지만 앞으로는 전임자의 잔여임기만 수행하게 된다. 합병된 조합은 이번 동시선거에서 제외가 되었는데 2023년까지 모든 조합의 임기만료일이 통일될 예정이다.